# Людовик XIV
Людо́вик XIV де Бурбо́н, получивший при рождении имя Луи́-Дьёдонне́ («Богоданный», фр. Louis-Dieudonné), также известный как «король-солнце» (фр. Louis XIV Le Roi Soleil), также Людовик Великий (фр. Louis le Grand; 5 сентября 1638[…], Сен-Жерменский дворец — 1 сентября 1715[…], Версаль) — король Франции и Наварры с 14 мая 1643 года по 1 сентября 1715 года.
Людовик, в детские годы переживший войны Фронды, стал убеждённым сторонником принципа абсолютной монархии и божественного права королей (ему приписывают выражение «Государство — это я»), укрепление своей власти он сочетал с удачным подбором государственных деятелей на ключевые политические посты. Царствование Людовика — время значительной консолидации и единства Франции, её военной мощи, политического веса и интеллектуального престижа, расцвета культуры, вошло в историю как Великий век. Вместе с тем долголетние военные конфликты, в которых Франция участвовала во время правления Людовика Великого, привели к повышению налогов, что тяжёлым бременем легло на плечи населения и вызвало народные восстания, а в результате принятия эдикта Фонтенбло, отменившего Нантский эдикт о веротерпимости внутри королевства, несколько сотен тысяч гугенотов эмигрировали из Франции.

## Биография

### Детство и юность

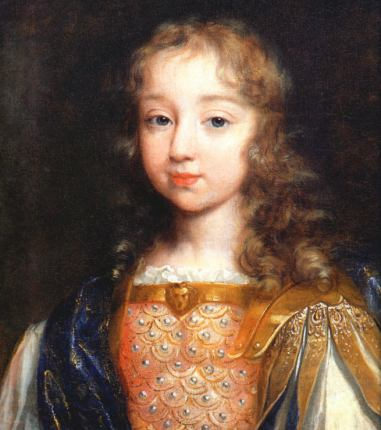
Детский портрет будущего короля

Людовик был старшим сыном короля Людовика XIII и королевы Анны Австрийской, первым ребёнком за 23 года их совместной жизни. После него у правящей четы родился ещё один сын, Филипп. Принцы происходили из двух могущественнейших династий своего времени — Бурбонов и Габсбургов.
Людовик родился 5 сентября 1638 года в Сен-Жерменском дворце в Сен-Жермен-ан-Ле. Его прозвали Луи-Дьёдонне («данный богом»). Глубокое благочестие королевы и пристальное наблюдение за ней исключают вероятность зачатия не от Людовика XIII. Последние генетические исследования доказывают, что Людовик XIV происходил из рода Генриха IV, что делает его сыном потомка Генриха IV.
Людовик XIV стал королём после смерти отца в мае 1643 года, когда ему было всего четыре года. Незадолго до своей смерти Людовик XIII, не доверявший жене и родному брату Гастону, распорядился учредить при малолетнем наследнике Совет регентства, куда должны были войти принцы крови Гастон Орлеанский и принц Конде, а также министры Мазарини, Клод Бутийе, Шавиньи и канцлер Сегье. Решения должны были приниматься на общем голосовании. Через пять дней после смерти мужа Анна Австрийская с поддержкой канцлера созвала Парижский парламент на Ложе справедливости и поставила под сомнение завещание Людовика XIII. Члены парламента увидели в этом возможность ограничить власть короля и расширить свои полномочия. Регентом при малолетнем короле стала его мать, Анна Австрийская.
Королева с детьми переехала из Лувра во дворец бывшего кардинала (Кардинальский дворец), завещанный Ришельё Людовику XIII. Дворец с роскошным садом превратился в Пале-Рояль. Воспитанием принцев занималась Франсуаза де Лансак. У неё не сложились отношения с королевой, но она была лояльно расположена к королю и кардиналу Ришельё. По достижении 7-летнего возраста принцы стали получать образование от наставников Мазарини, получившего должность суперинтенданта по воспитанию короля и герцога Анжуйского, и маршала де Вильруа. В это время король подружился на всю жизнь с сыном маршала, Франсуа де Вильруа. Среди прочих наставников были аббат Перефикс де Бомон, философ Франсуа де Ла Мот Ле Вайе, Пьер де ла Порт (с 1652 года). Игре на гитаре короля обучал итальянский композитор Франческо Корбетта. Известно, что королева поручила Катерине Беллье преподать 16-летнему королю урок сексуального просвещения.
Людовик в детстве несколько раз стоял на краю гибели. В 5-летнем возрасте он едва не утонул в пруду Пале-Рояля; в 10 лет заразился оспой и врачи уже не надеялись на его выздоровление; в 15 лет у короля образовалась опухоль в груди; в 19 лет (30 июня 1658 года) у него случилось сильное пищевое отравление и последовавший брюшной тиф. 8 июля его исповедует священник, двор готовится к худшему. Придворный врач королевы Франсуа Гено даёт королю рвотное средство на основе малой дозы сурьмы и вина, что помогает королю выздороветь. Однако лекарство имело побочный эффект: согласно воспоминаниям Туссен Роза, король значительно облысел и с тех пор носил парик.

### Регентство Анны Австрийской

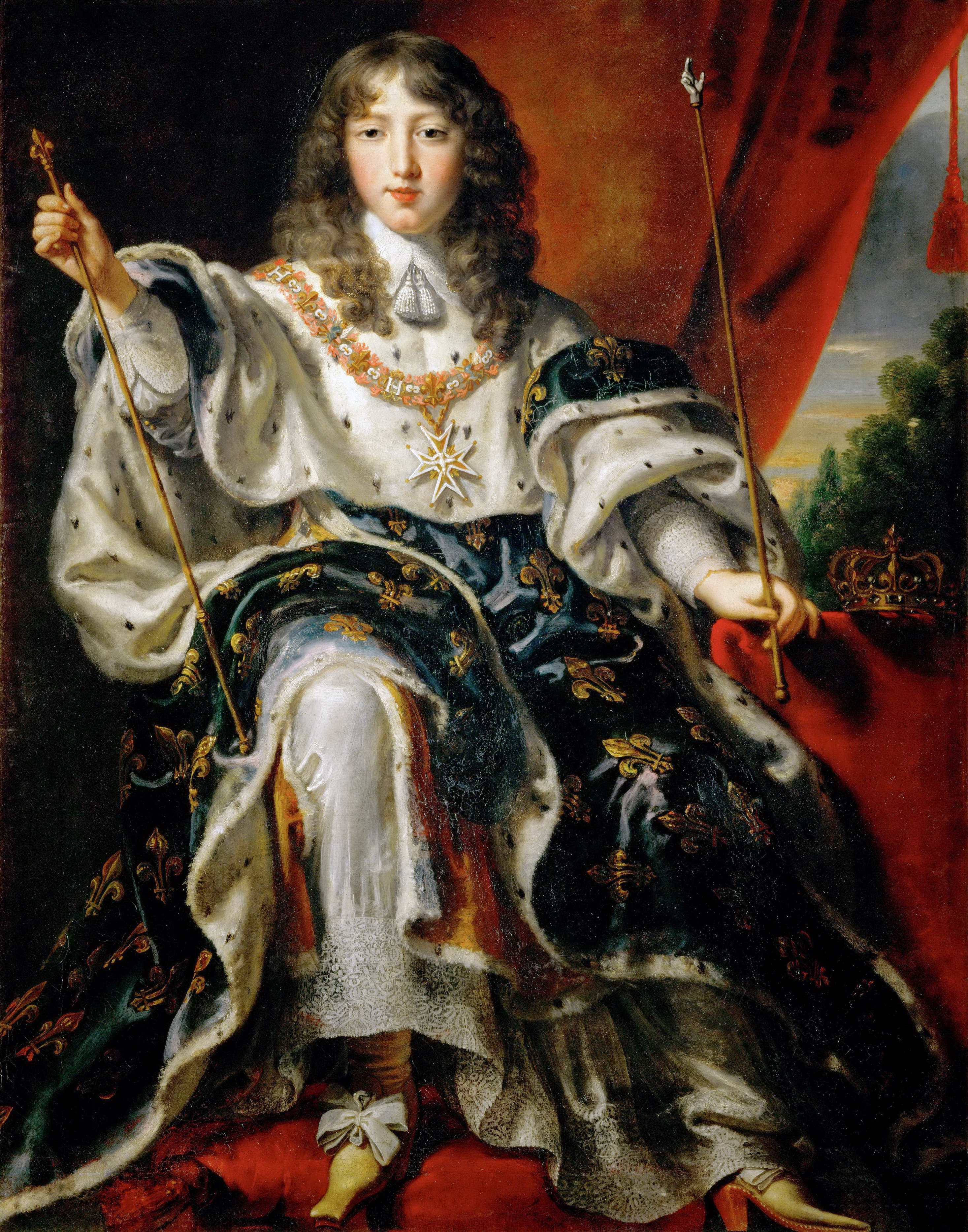
Ю. ван Эгмонт. Портрет Людовика XIV. 1654. Музей истории искусств, Вена

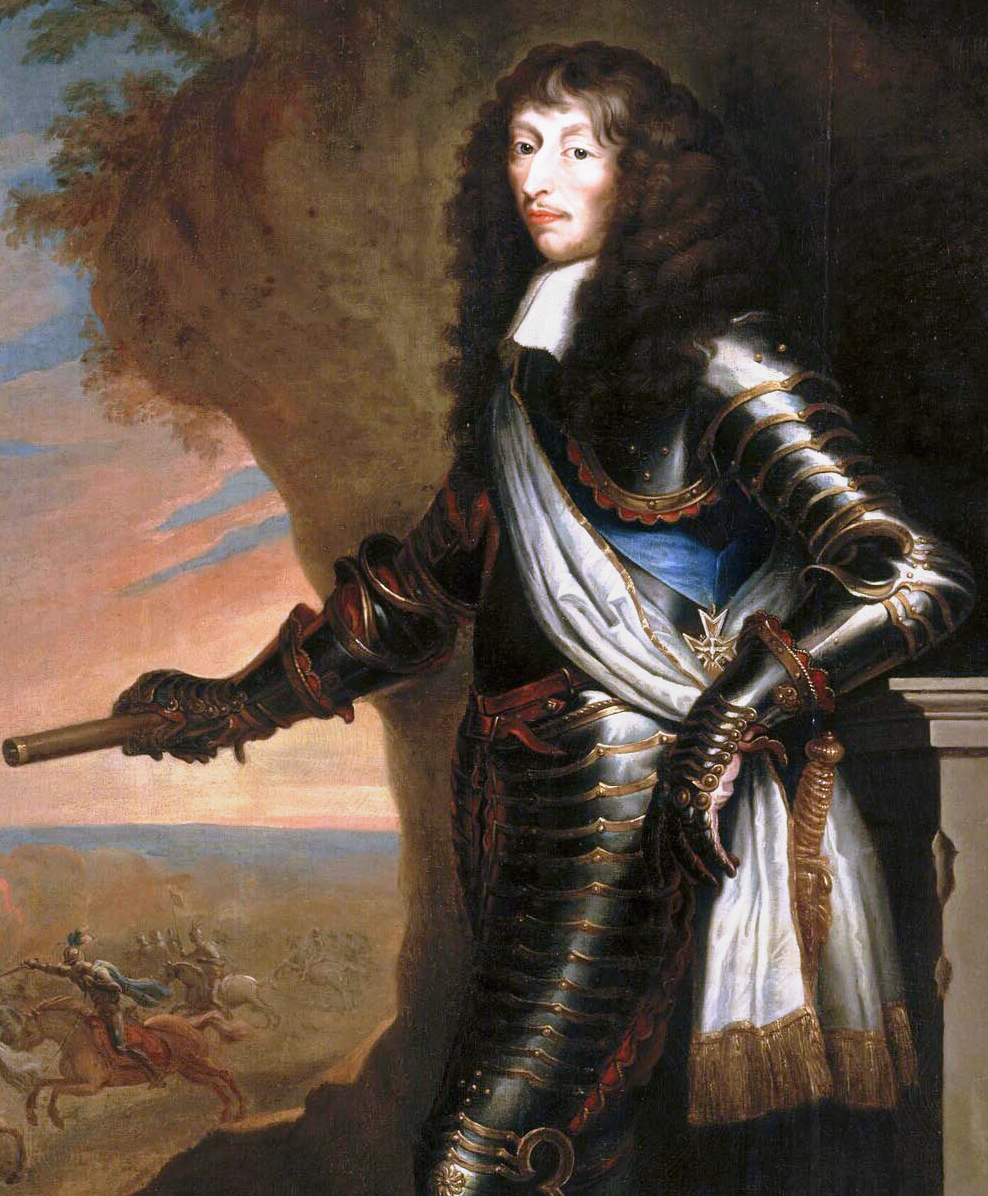
Принц Конде сначала поддерживал королевскую власть, но потом выступал против неё и получил помилование после заключения Пиренейского договора

До совершеннолетия короля регентом при нём была мать, королева Анна Австрийская. Первым министром к неудовольствию придворных политических кругов она назначила преемника кардинала Ришельё, кардинала Мазарини. Ещё до окончания войны с Испанией и Австрийским домом принцы и высшая аристократия, поддерживаемые Испанией и в союзе с Парижским парламентом, начали волнения, которые вошли в историю как фронда (1648—1652). В ответ на эти действия продвигалась линия Ришельё по ослаблению влияния дворянства, вынуждая их служить двору, и централизации власти, административные позиции которой занимало так называемое дворянство мантии.
В 1648 году Парижский парламент выступил против налогового обложения, введённого Мазарини. 26 августа 1648 года в Париже вспыхнуло народное восстание (День баррикад), отчего регентша с королём бежала в Рюэй-Мальмезон. Требования парламентариев поддержал популярный коадъютор кардинал де Рец. В начале 1649 года ночью регентша и двор собирались осадить столицу и вернуть её к повиновению. Дело осложнялось тем, что представители знати оказывали поддержку бунтовщикам принцу Конти, принцу Конде, Франсуа де Бофор (внук Генриха IV) в своём стремлении сместить итальянца Мазарини. После нескольких месяцев осады, возглавляемой Конде, было достигнуто мирное соглашение (Рюэльский мир), по которому Парижский парламент одержал победу над двором. Однако речь шла скорее о перемирии, чем о мире.
В 1649—1650 годах королева и Мазарини сближаются с парламентом и руководителями Фронды, заключив в тюрьму принцев Конде и Конти. В феврале 1650 года разгорается восстание принцев, в результате которого Мазарини и придворные вынуждены переехать в провинцию для сбора военных отрядов. В 1651 году Гонди и Бофор, предводители принцев первой Фронды, объединились в парламенте ради свержения Мазарини, который 8 февраля 1651 года бежит в изгнание. Королева и Людовик пытались сбежать из столицы, но встревоженные парижане вторглись в Пале-Рояль, где король оказался в плену у Фронды. Затем коадъютор де Рец и герцог Орлеанский подвергли короля унижению, которое впоследствии он не забывал: посреди ночи они послали капитана  швейцарской гвардии герцога лично убедиться, что 12-летний король здесь.
7 сентября 1651 года Ложе справедливости объявило совершеннолетие короля (ему исполнилось 13 лет). Все вельможи королевства съехались, чтобы почтить короля. Однако принц Конде выступил из Гиени на Париж с армией. Во избежание повторного заключения в Париже 27 сентября двор выезжает в Фонтенбло, а затем в Бурж, где стоят четыре тысячи человек маршала д’Эстре. Разгорается гражданская война. 2 декабря Людовик XIV разрешает Мазарини вернуться во Францию, в ответ на что Парижский парламент объявляет награду за его голову в 150 000 ливров.
В начале 1652 года происходит столкновение трёх лагерей конфликта: двор, освобождённый от регентства парламентом в 1648 году, сам парламент и принц Конде с вельможами. В первой половине 1652 года Конде удерживал Париж, который всё нетерпимее относился к его тирании, и утратил влияние в провинциях. 13 октября Конде пришлось оставить город и вывести свои войска. 21 октября Анна Австрийская и Людовик XIV в сопровождении свергнутого английского короля Карла II возвращаются в столицу. Устанавливается абсолютизм Божественного права королей, что следует из направленного парламенту письма короля:
«Вся власть принадлежит Нам. Мы держим её по божьей воле, чтобы ни один человек, независимо от его состояния, не мог претендовать на неё … функции правосудия, оружие, финансы всегда должны быть разделены; должностные лица парламента не могут иметь иных полномочий, кроме тех, которые Мы соизволим возложить на них, чтобы вершить правосудие [ … ] Поверят ли потомки, что эти офицеры претендовали на председательство в управлении королевством, на формирование советов и сбор налогов, на присвоение себе всей полноты власти, которая причитается только Нам».
22 октября 1653 года 15-летний король созвал судебное заседание, куда явился в нарушение традиции с охраной и барабанщиками. Он объявил всеобщую амнистию, одновременно выслав из Парижа вельмож, парламентариев и слуг принца Конде. Парламенту король запретил «впредь знать что-либо о государственных делах и финансах».

### Венчание на царство и брак

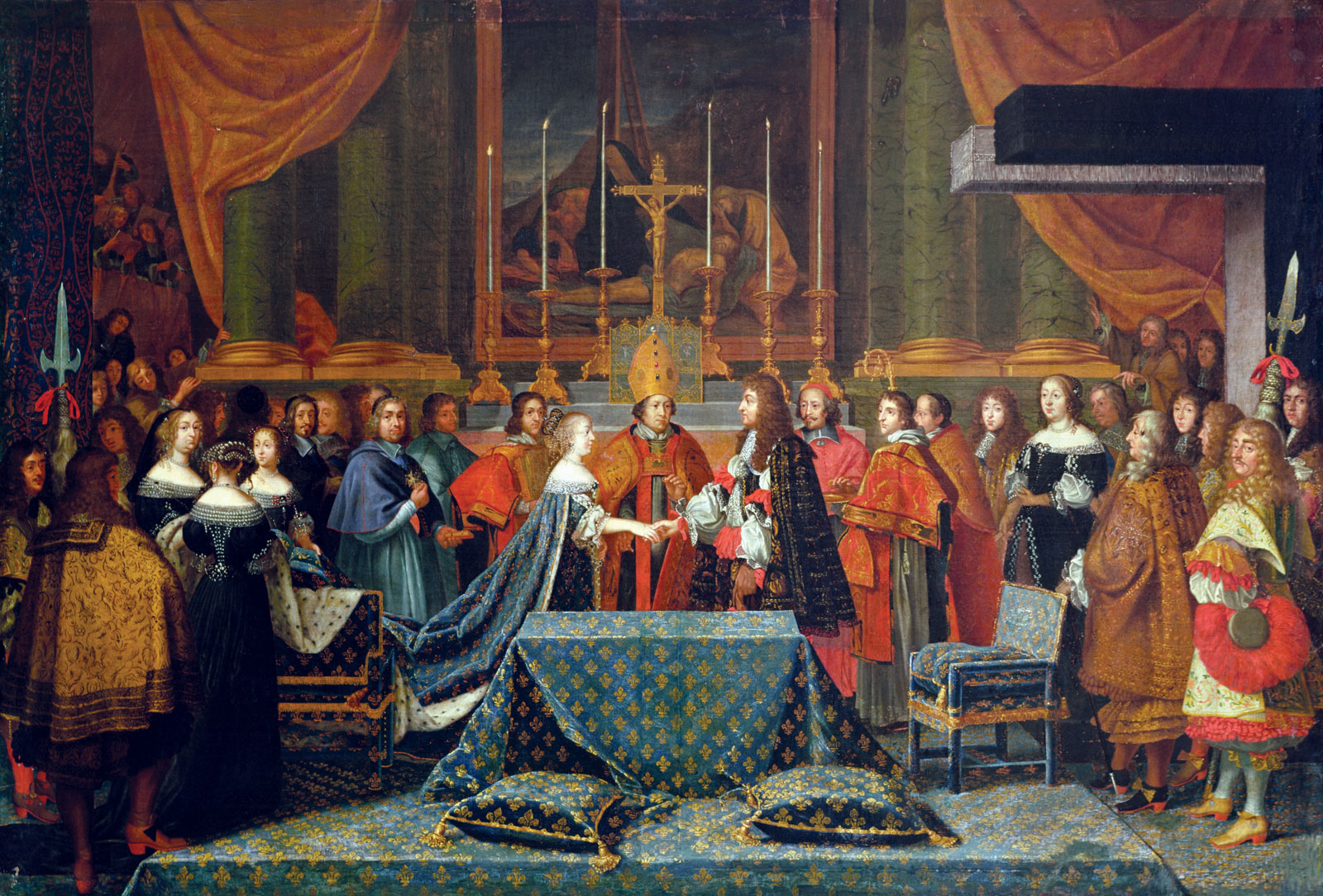
Жан Ламоньер. Свадьба Людовика XIV и Марии-Терезии в Сен-Жан-де-Люз 9 июня 1660 года. Музей Тессе

7 июня 1654 года епископ Суасонский Симон Легра венчал на царство Людовика XIV в Реймсском соборе. Политические дела он оставил Мазарини, а военную подготовку продолжил у Тюренна.
Франция находилась в состоянии войны с Испанией с 1635 года. В 1658 году ради установления мира между враждующими государствами был предложен дипломатический брак между королевскими домами. Пиренейский мир 7 ноября 1659 года положил конец франко-испанской войне 1635—1659 годов, а также предполагал брачный союз Людовика XIV и инфанты Марии Терезии, дочери испанского короля Филиппа IV и Изабеллы Французской. Брак по доверенности состоялся в Фуэнтеррабие. Затем король и весь испанский двор сопроводили Марию Терезию на остров Фазанов, к границе на реке Бидасоа, где 7 июня 1660 года король Людовик XIV и его придворные встретили невесту. 9 июня 1660 года прошла свадьба в церкви Сен-Жан-Батист де Сен-Жан-де-Люз. Людовик знает лишь три дня свою жену, не говорящую по-французски. Согласно одним данным, консумация брака состоялась при свидетелях, согласно другой, — свидетелей не было вопреки обычаю.
Мария Терезия получила в приданое 500 тысяч золотых экю в обмен на отречение за себя и своих детей от наследования испанской короны и прочих испанских владений. Приданное должное было быть выплачено в три этапа, иначе отречение считается недействительным.

### Правление и усиление абсолютизма

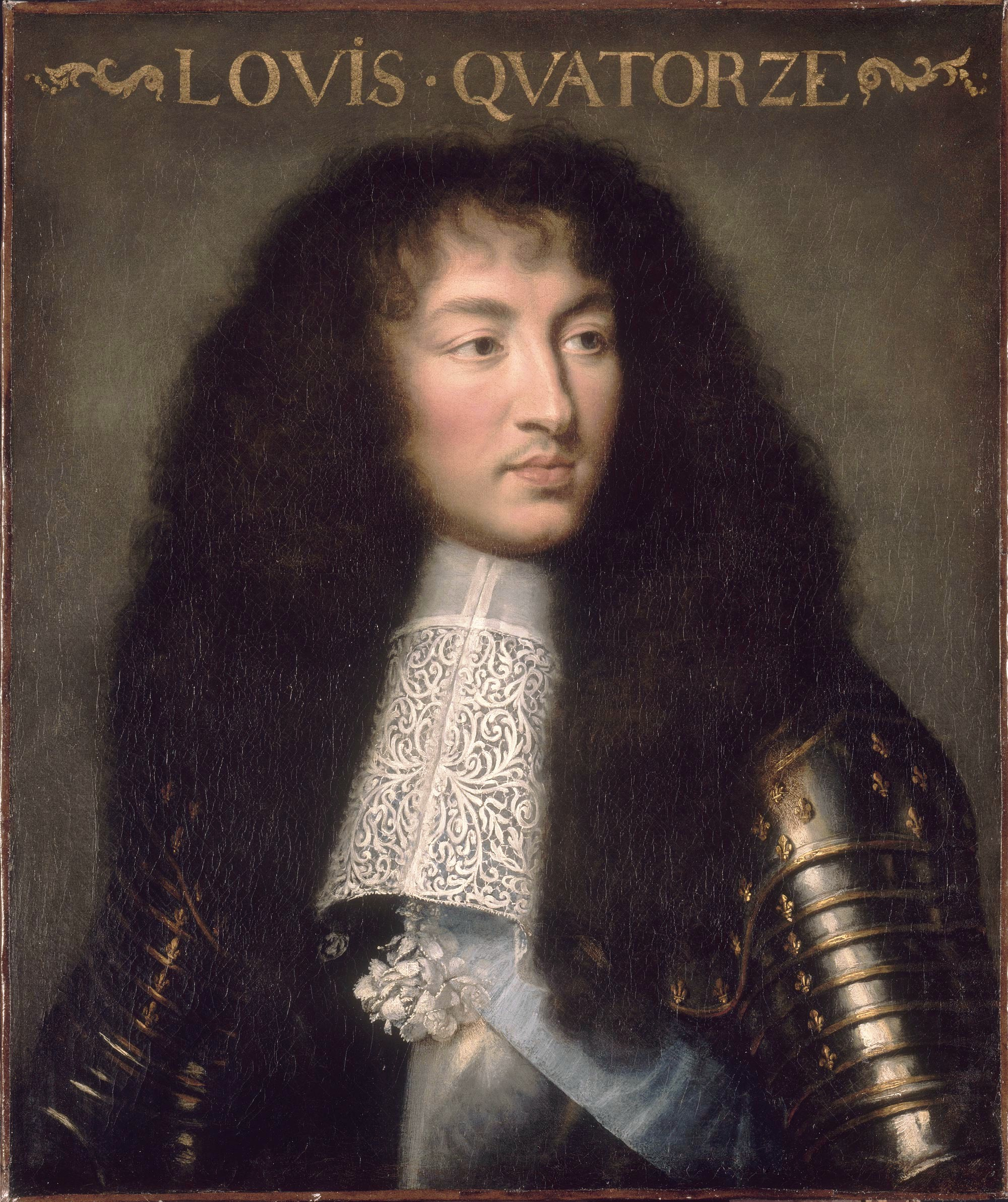
Ш. Лебрен. Портрет Людовика XIV. 1661. Версаль

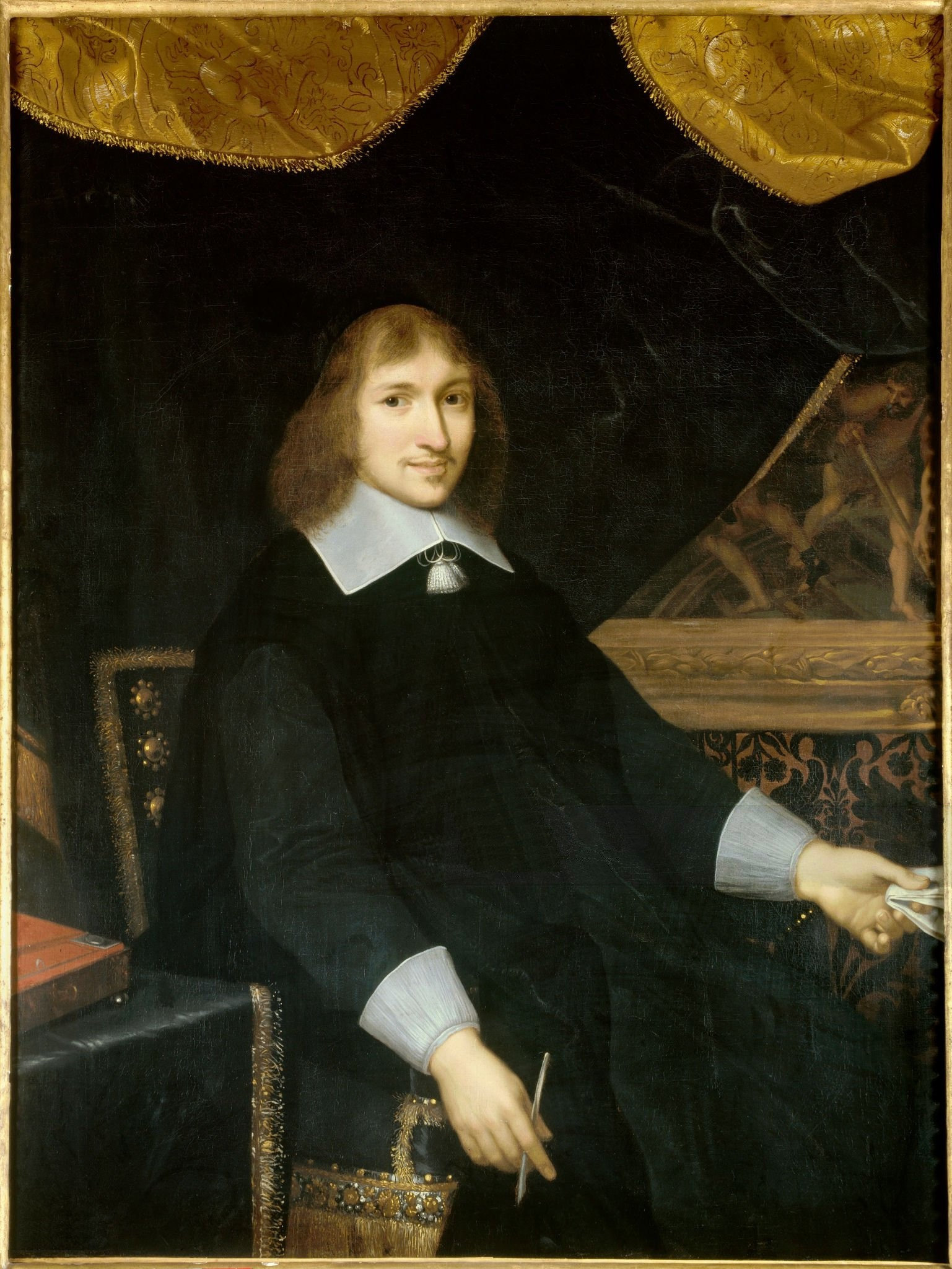
Шарль Лебрен. Портрет Николя Фуке. Дворец Во-ле-Виконт

Сразу после смерти Мазарини 9 марта 1661 года Людовик XIV упразднил должность первого министра Франции и путём «сверхзаконного» насилия (фр. coup de majesté) возглавил всё правительство 10 марта 1661 года. Министр финансов Жан-Батист Кольбер сообщил об ухудшающемся экономическом положении и росте недовольства в провинциях. Причиной этому послужили война с Испанией и пятилетнее противостояние фронде, а также казнокрадство Мазарини, самого Кольбера и суперинтенданта финансов Николя Фуке. 5 сентября 1661 года в день своего 23-летия король упразднил должность суперинтенданта финансов и приказал фактическому командиру Роты мушкетеров д’Артаньяну прилюдно арестовать Фуке. Причина ареста кроется не только в хищениях, но также в стремлении молодого короля упрочить своё положение. Фуке представлял для короля политическую угрозу: он укрепил свои владения на острове Бель-Иль, собирал коалицию сторонников и пытался оказывать влияние на мать короля, подкупив её духовника. Фуке также попытался через подкуп заручиться поддержкой фаворитки короля мадам де Лавальер, что её шокировало. Фуке поддерживал тесную связь с католическим тайным Обществом Святого причастия, тогда как король был далёк и от их доктрины, и от тайных обществ вообще. По утверждению Жана-Кристиана Птифиса, Кольбер завидовал влиянию и положению Фуке. Первого почитали радикалы Третьей республики как жёсткого, хладнокровного человека, кого Мадам де Севинье назвала «Le Nord» («Север»).
Людовик XIV поручил расследовать финансовые преступления и проверку счетов Фуке. В 1665 году Фуке был приговорён к изгнанию, но король заменил приговор пожизненным заключением в Пинероло. В июле 1665 года финансистов, участвовавших в сборе налогов, друзей Фуке освободили от судебного преследования при условии уплаты единовременного налога. Это позволило вернуть в казну сто миллионов ливров.
Так король приступил к самостоятельному управлению государством, придерживаясь идей абсолютизма. По свидетельству Сен-Симона, королю доставляло удовольствие окружать себя сильными молодыми людьми или малоизвестными клерками с небольшим опытом, чтобы подчеркнуть свои личные достоинства. Людовик XIV назначил на должность канцлера Пьера Сегье, а затем Мишеля Летилье, суперинтендантом финансов — Кольбера. Должность госсекретаря по военным делам получил Мишель Летилье, а позже — его сын маркиз де Лувуа. Анри дю Плесси Генего занимал должность министра королевского двора Франции до своего низложения. Благодаря трудам экономиста и финансиста Кольбера многое было сделано для укрепления государственного единства, благосостояния представителей третьего сословия, поощрения торговли, развития промышленности и флота. В то же время маркиз де Лувуа реформировал армию, объединил её организацию и увеличил боевую силу.

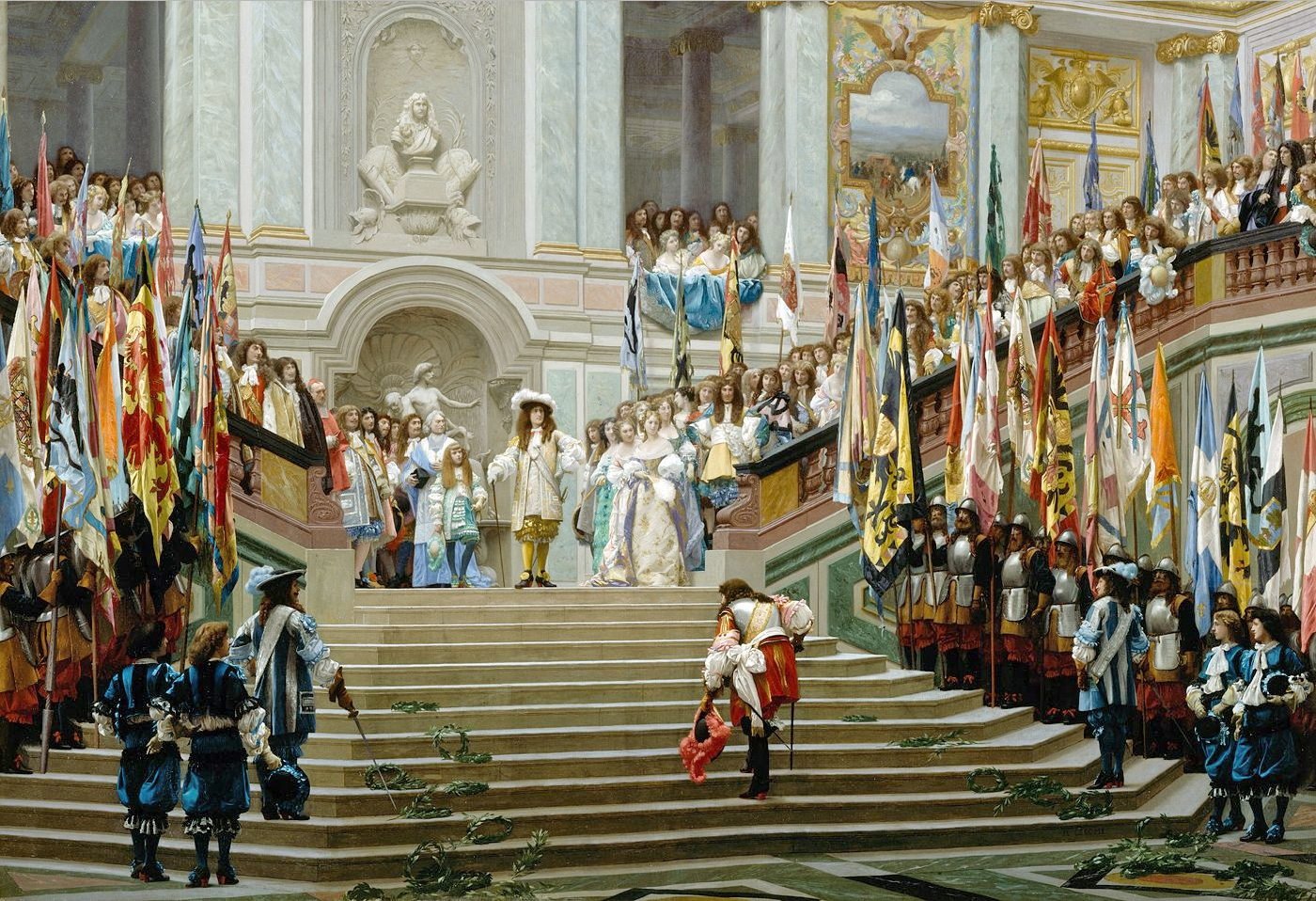
Приём Конде в Версале художника Жана-Леона Жерома (1878)

В 1682 году двор перебрался в новую резиденция в Версаль, поражавший своими роскошью и величием. Почти все современные государи пытались подражать французскому королю даже в его слабостях. Людовик ввёл строгий этикет, регламентирующий всю придворную жизнь. Версаль стал центром великосветской жизни, в которой царили вкусы самого Людовика и его многочисленных фавориток. Высшая аристократия, приезжая в Версаль, претендовала на придворные должности, так как жить вдали от двора для дворянина являлось признаком фрондёрства или королевской опалы.
В этот период Франция славится своими достижениями в искусстве, науках, в промышленности, а торговля достигла небывалых высот. Однако «коммерсанты и торговцы плохо переносили дирижизм Кольбера», развернувшись при деятельности Поншартрена. Отмена Нантского эдикта лишила Францию торговцев и многих протестантских ремесленников и рабочих, которые увеличили конкурентов в странах, куда переехали. Именно в это время было изобретено шампанское Периньоном. В Каркассоне развивается производство тонкого сукна.
Одна из фавориток, мадам де Монтеспан, которая разделяла с королём «вкус к пышности и величию», давала советы в области искусства. Она покровительствовала музыканту Люлли, драматургу Расину, поэту Буало. После сорока лет Людовик XIV поддался чувственности и вёл разгульную жизнь. Ситуация изменилась в начале 1680-х годов, когда после смерти мадам де Фонтанж Людовик сблизился с мадам де Ментенон, на которой тайно женился (в 1683, или в январе 1684, или же в 1686 году) после смерти королевы. На смирение короля также повлияло Дело о ядах.
Людовик XIV эдиктами 1649 и 1686 годов до мелочей регламентировал книжный промысел, была введена жёсткая цензура: число книготорговцев в Париже было ограничено 80, а число типографщиков должно было быть доведено до 36, другие города могли также иметь только заранее определённое число книготорговцев и типографщиков.
«Абсолютный без возражения, — по словам Сен-Симона, — Людовик уничтожил и искоренил всякую другую силу или власть во Франции, кроме тех, которые исходили от него: ссылка на закон, на право считались преступлением». Король возвёл учение о королевских правах в полурелигиозный догмат. Этот культ Короля-Солнца, при котором способные люди всё более оттеснялись куртизанками и интриганами, неминуемо должен был вести к постепенному упадку всего здания монархии.

### Религиозная политика
Политическую зависимость духовенства от папы римского Людовик XIV старался уничтожить, мечтая даже образовать независимый от Рима французский патриархат. Под влиянием Боссюэ, знаменитого епископа Мосского, французские епископы воздержались от разрыва с Римом, причём взгляды французской иерархии получили официальное выражение в так называемом заявлении галликанского духовенства (declaration du clarge gallicane) 1682 года.
В вопросах веры духовники Людовика XIV (иезуиты) сделали его послушным орудием самой ярой католической реакции, что сказалось в немилосердном преследовании всех индивидуалистических движений в среде церкви. Иезуиты сменяли друг друга на посту королевского духовника. С 1654 по 1670 год им был Франсуа Аннат, ярый противник янсенизма, за что его осудил Блез Паскаль в «Письмах к провинциалу». Позже пост занял отец Ферье (1670—1674 годы), потом отец де Лашез (1675 по 1709 годы) и отец Летельер.
Против гугенотов был предпринят ряд суровых мер: у них отнимали храмы, священников лишали возможности крестить детей по правилам своей церкви, совершать браки и погребения и отправлять богослужение. Даже смешанные браки католиков с протестантами были запрещены. Протестантская аристократия была принуждена обращаться в католицизм, чтобы не лишиться своих социальных преимуществ, а против протестантов из среды других сословий были пущены в ход дискредитационные указы, завершившиеся драгонадами 1683 года и отменой Нантского эдикта в 1685 году.
Лишение французских протестантов свободы вероисповедания подняло престиж Людовика XIV и вернуло ему «место среди великих вождей христианского мира». Однако, эти меры, несмотря на строгие наказания за эмиграцию, вынудили несколько сотен тысяч протестантов переселиться в Англию, Голландию и Германию. В Севеннах даже вспыхнуло восстание. Возрастающая набожность короля находила поддержку со стороны г-жи де Ментенон.

### Военная политика

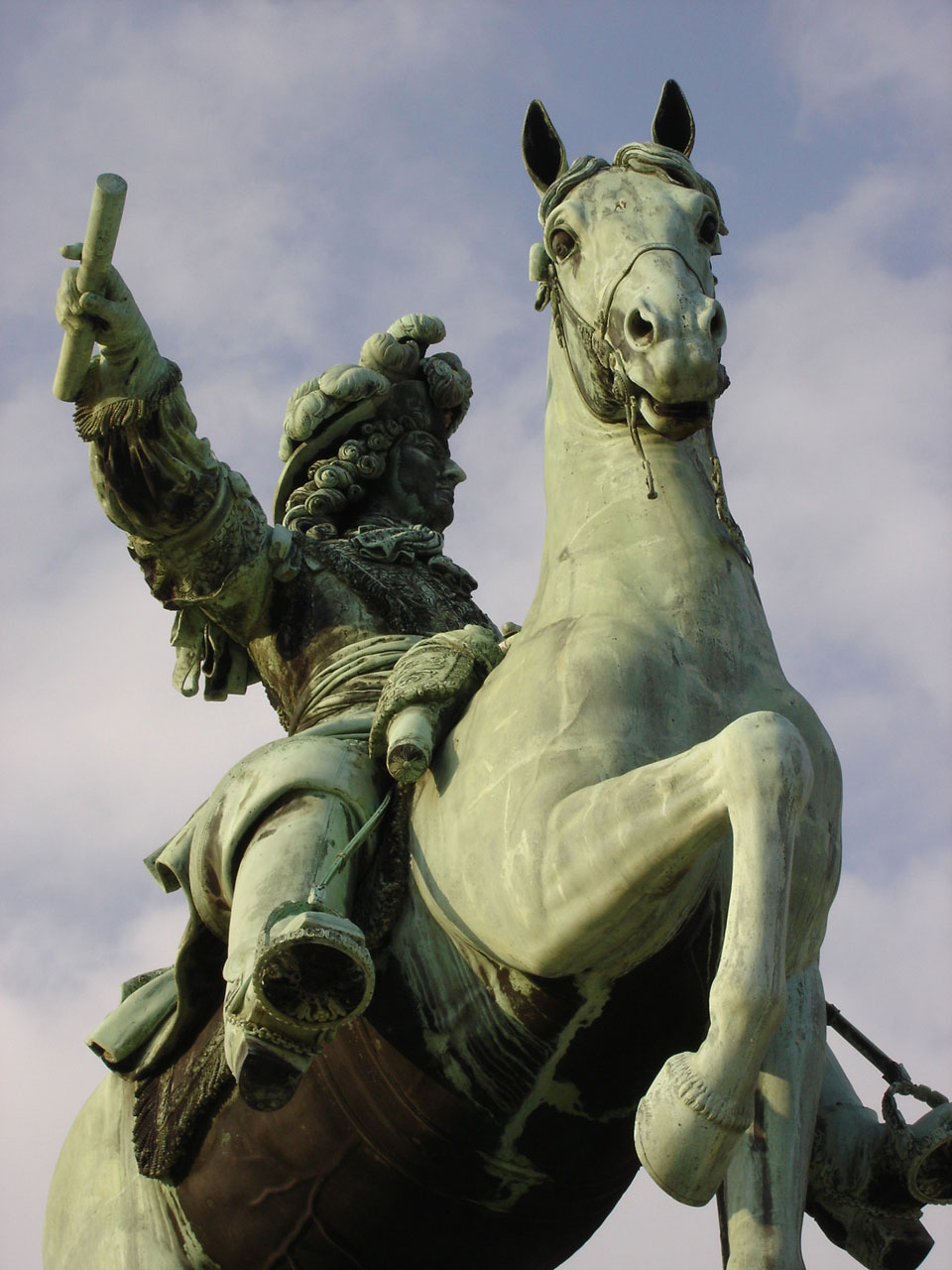
Конная статуя Людовика XIV в Версале

Французская армия считалась самой многочисленной и хорошо организованной в Европе. Король посвятил войне почти 33 года из 54 лет своего правления. На смертном одре король признался будущему Людовику XV: «Я часто слишком легкомысленно относился к войне и поддерживал её из тщеславия». Действительно, военные расходы, особенно во время войны, составляли самую значительную часть государственного бюджета (почти до 80 % в 1692 году). Людовик XIV получил широкое военное образование под наставничеством маршала Тюренна. В 20 лет король участвовал в Битве в Дюнах при Дюнкерке (23 июня 1658), где его войска под предводительством Тюренна одержали решительную победу над принцем Конде и Испанией.
После смерти короля Филиппа IV Испанского в 1665 году Людовик XIV объявил притязания Франции на часть Испанских Нидерландов и удержал её за собой в так называемой Деволюционной войне (1667—1668). Заключённый 2 мая 1668 года Аахенский мир передал в его руки Французскую Фландрию и ряд пограничных местностей.
В 1679—1681 годах Францией была проведена масштабная кампания аннексий пограничных территорий, получившая название «политики присоединений». В Меце, Брейзахе и Безансоне король учредил палаты воссоединения (chambres de réunions) для разыскания прав французской короны на те или другие местности (30 сентября 1681). Имперский город Страсбург в мирное время был внезапно занят французскими войсками. Точно так же поступал Людовик и по отношению к нидерландским границам.
В 1681 году французский флот бомбардировал Триполи, в 1684 году — Алжир и Геную.
В ответ на французскую экспансию возник союз Голландии, Испании и Священной Римской империи, заставивший Людовика в 1684 году заключить в Регенсбурге 20-летнее перемирие и отказаться от дальнейших «воссоединений».

#### Война с Нидерландами
Война в Голландии часто рассматривается как «одна из самых серьёзных ошибок правления».
С этого времени Соединённые провинции имели страстного врага в лице Людовика. Контрасты во внешней политике, государственных воззрениях, торговых интересах, религии приводили оба государства к постоянным столкновениям. Людовик в 1668—1671 годах мастерски сумел изолировать республику. Путём подкупов ему удалось отвлечь Англию и Швецию от Тройственного союза, привлечь на сторону Франции Кёльн и Мюнстер. Доведя своё войско до 120 000 человек, Людовик в 1670 году занял владения союзника Генеральных штатов, герцога Карла IV Лотарингского, а в 1672 году перешёл через Рейн, в течение шести недель завоевал половину провинций и с триумфом вернулся в Париж. Прорыв плотины, появление у власти Вильгельма III Оранского, вмешательство европейских держав остановили успех французского оружия. Генеральные штаты вступили в союз с Испанией, Бранденбургом и Австрией; к ним присоединилась и Империя после того, как французская армия напала на архиепископство Трир и заняла наполовину уже соединённые с Францией 10 имперских городов Эльзаса. В 1674 году Людовик противопоставил своим неприятелям 3 больших армии: с одной из них он лично занял Франш-Конте; другая, под начальством Конде, сражалась в Нидерландах и победила при Сенефе; третья, во главе которой стоял Тюренн, опустошала Пфальц и успешно сражалась с войсками императора и великого курфюрста в Эльзасе. После короткого перерыва вследствие смерти Тюренна и удаления Конде Людовик в начале 1676 года с новыми силами явился в Нидерланды и завоевал ряд городов, в то время как Люксембург опустошал Брейсгау. Вся страна между Сааром, Мозелем и Рейном по приказанию короля была превращена в пустыню. В Средиземном море Дюкен одержал верх над Рейтером; силы Бранденбурга были отвлечены нападением шведов. Лишь вследствие неприязненных действий со стороны Англии Людовик в 1678 г. заключил Нимвегенский мир, давший ему большие приобретения со стороны Нидерландов и весь Франш-Конте от Испании. Императору он отдал Филиппсбург, но получил Фрейбург и удержал все завоевания в Эльзасе.

#### Война за Пфальц

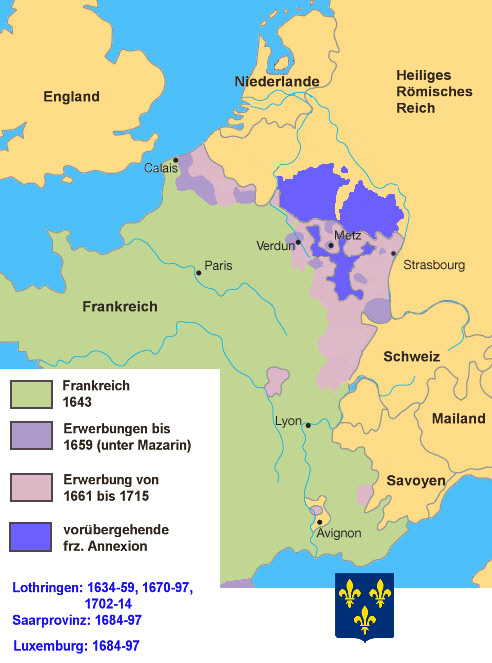
Завоевания Франции в Европе при Людовике XIV

В 1688 году вспыхнула новая война, поводом к которой послужили притязания на Пфальц, предъявленные Людовиком XIV от имени своей невестки, Елизаветы-Шарлотты герцогини Орлеанской, состоявшей в родстве с умершим незадолго перед тем курфюрстом Карлом. Заключив союз с курфюрстом Кёльнским, Карлом-Эгоном Фюрстембергом, Людовик приказал своим войскам занять Бонн и напасть на Пфальц, Баден, Вюртемберг и Трир.
В начале 1689 года французские войска ужаснейшим образом опустошили весь Нижний Пфальц. Против Франции составился союз из Англии (только что свергнувшей Стюартов), Нидерландов, Испании, Австрии и германских протестантских государств.
Маршал Франции герцог Люксембург разбил союзников 1 июля 1690 года при Флёрюсе; маршал Катина завоевал Савойю, вице-адмирал Турвиль разбил британско-нидерландский флот в сражении при мысе Бичи-Хэд, так что французы на короткое время имели перевес даже на море.
В 1692 году французы осадили Намюр, Люксембург одержал верх в битве при Стенкеркене; зато 28 мая французскому флоту было нанесено поражение у мыса Ла-Хог.
В 1693—1695 годах перевес стал склоняться на сторону союзников; в 1695 году умер герцог де Люксембург, ученик Тюренна. В том же году Франции потребовалось ввести громадный военный налог, и мир стал необходимостью для Людовика. Он был подписан в Рисвике, в 1697 году, причём в первый раз Людовику XIV пришлось ограничиться status quo.

#### Война за испанское наследство
Франция была совершенно истощена, когда немногими годами позже смерть Карла II Испанского привела Людовика к войне с европейской коалицией. Война за испанское наследство, в которой Людовик хотел отвоевать всю испанскую монархию для своего внука Филиппа Анжуйского, нанесла неизлечимые раны могуществу Людовика. Старый король, лично руководивший борьбой, держался в самых тяжёлых обстоятельствах с достоинством и твёрдостью. По миру, заключённому в Утрехте и Раштатте в 1713 и 1714 гг., он удержал за внуком собственно Испанию, но итальянские и нидерландские её владения были потеряны, а Англия уничтожением франко-испанских флотов и завоеванием ряда колоний положила основание своему морскому владычеству. Французской монархии уже не удалось до самой революции оправиться от поражений при Гохштедте и Турине, Рамильи и Мальплаке. Она изнемогала под тяжестью долгов (до 2 миллиардов) и налогов, вызывавшей местные вспышки недовольства.

### Последние годы и смерть

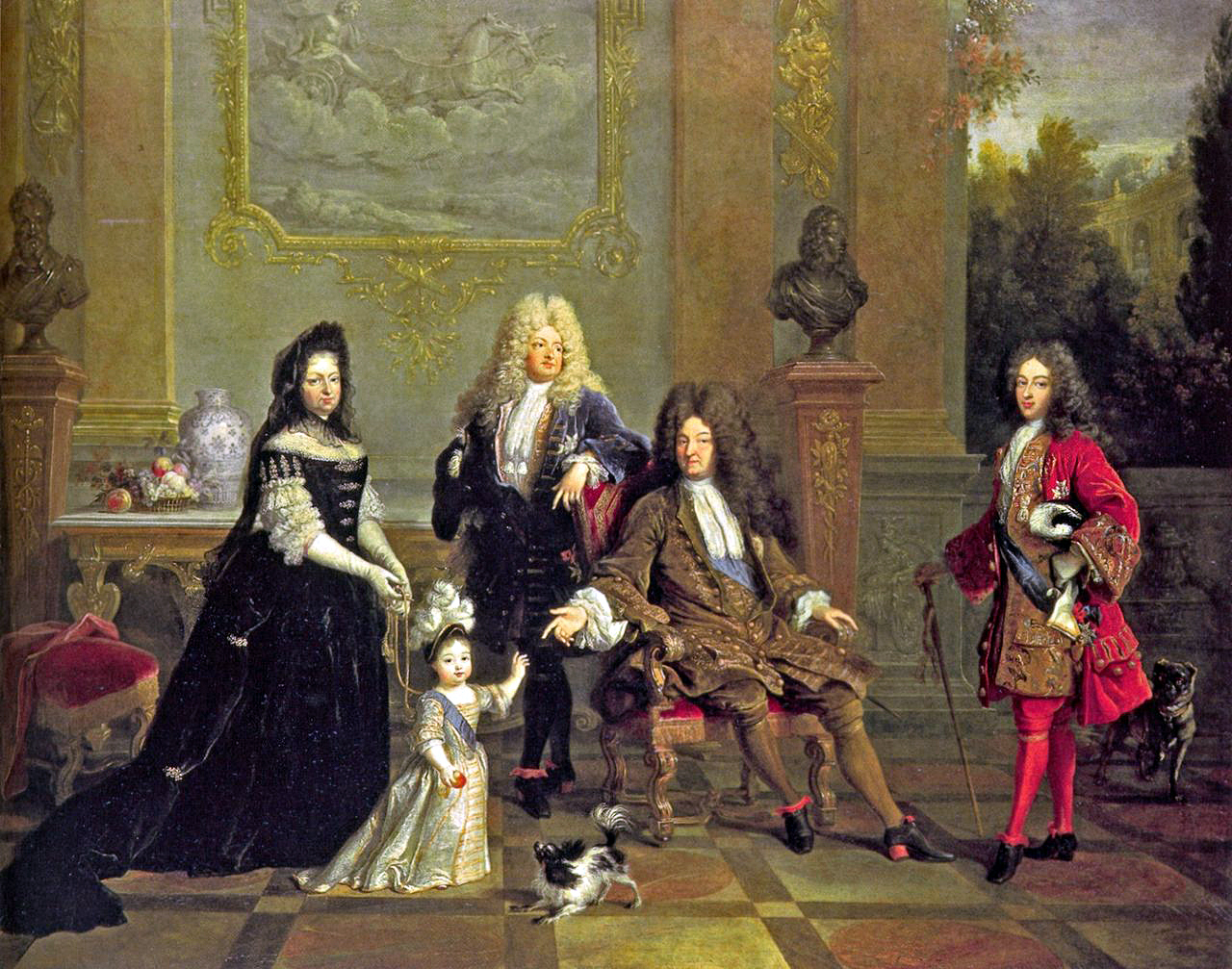
Николя де Ларжийер. Портрет Людовика XIV с семьёй

Результатом правления Людовика XIV стали экономический упадок, обнищание Франции. Также наметился рост оппозиционной литературы, оформившейся при преемнике «великого Людовика».
Последние годы короля омрачились ухудшением его здоровья и утратой почти всех его законных наследников между 1711 и 1714 годами. 13 апреля 1711 года от оспы умер его 49-летний сын, Великий дофин Людовик (род. в 1661 году). В 1712 году вспышка кори унесла жизнь 29-летнего герцога Бургундского, старшего из трёх внуков короля. Вскоре скончалась его жена и их 5-летний сын (их первенец умер в младенчестве в 1705 году). 4 марта 1714 года упал с лошади и несколько дней спустя скончался младший брат герцога Бургундского, герцог Беррийский, не оставив наследника.
Помимо Филиппа V Испанского, у Бурбонов остался единственный наследник — двухлетний Людовик (впоследствии Людовик XV), правнук короля, третий сын герцога Бургундского. Мальчика спасла от эпидемии (и врачей) гувернантка.
Людовик XIV указом от 29 июля 1714 года предоставил право наследования «в отсутствие всех принцев королевской крови» герцогу Мэн и графу Тулузскому, своим узаконенным сыновьям от фаворитки мадам де Монтеспан. Этот указ нарушал принцип наследования королевской власти, исключающий внебрачных детей, отчего вызвал всеобщее неодобрение. Это выглядело так, что король всеми способами пытался отстранить от управления и регентства своего племянника и возможного наследника Филиппа Орлеанского, которого он считал ленивым и развратным.Король в своём завещании назначил сыновей от Монтеспан членами совета регентства и объявлял за ними эвентуальное право на престолонаследие.
Людовик XIV в возрасте 76 лет скончался 1 сентября 1715 года в 8 часов 15 минут утра в окружении придворных. Смерть наступила после нескольких суток агонии, от гангрены ноги, которую король повредил при падении с лошади на охоте (ампутацию он счёл неприемлемой для королевского достоинства). Эпоха правления Людовика XIV длилась 72 года и 110 дней, из которых 54 года — фактическое правление.
Тело короля на протяжении 8 дней было выставлено для прощания в Салоне Геркулеса в Версале. В ночь на девятые сутки тело перевезли в базилику аббатства Сен-Дени, где Людовика предали земле с соблюдением всех положенных монарху обрядов католической церкви.
Парижский парламент 4 сентября отменил завещание, открыв эру возвращения дворян и парламентариев в управление страной. Для большинства своих подданных стареющий правитель представлялся далёкой фигурой. Похоронную процессию освистывали и высмеивали горожане. 14 октября 1793 года склеп в Сен-Дени был осквернён, а тело короля брошено в братскую могилу, примыкающую к северной стороне базилики.

## Семья

### Браки и дети
- (с 9 июня 1660, Сен-Жан де Люц) Мария-Терезия (1638—1683), инфанта Испанская, двоюродная сестра Людовика XIV по двум линиям — и по материнской и по отцовской: отец Людовика и мать Марии Терезии были родными братом и сестрой; отец Марии Терезии и мать Людовика XIV также были родными братом и сестрой.
  - Людовик Великий Дофин (1661—1711)
  - Анна-Елизавета (1662—1662)
  - Мария-Анна[фр.] (1664—1664)
  - Мария-Тереза (1667—1672)
  - Филипп-Шарль (1668—1671)
  - Луи-Франсуа[фр.] (1672—1672).

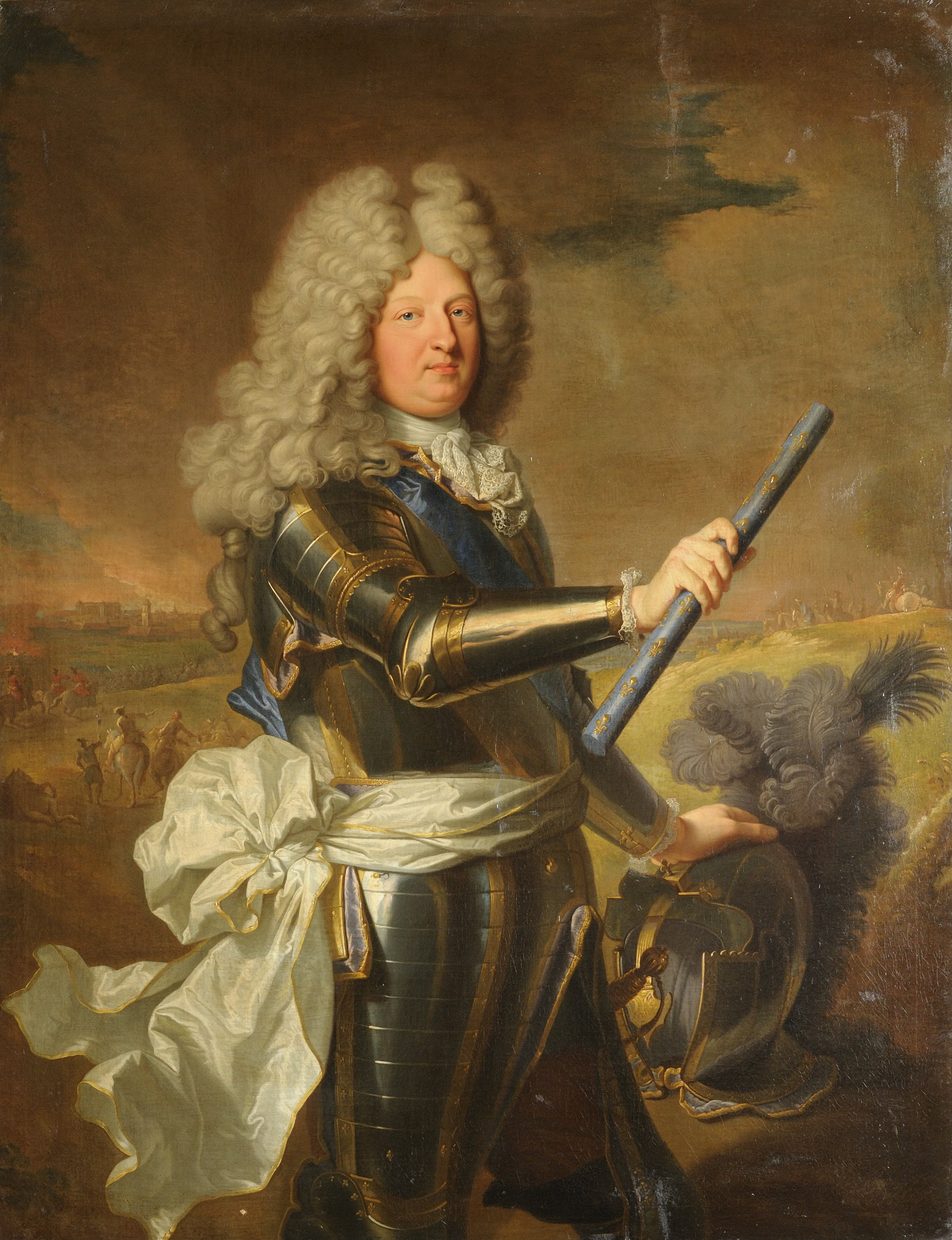
Людовик
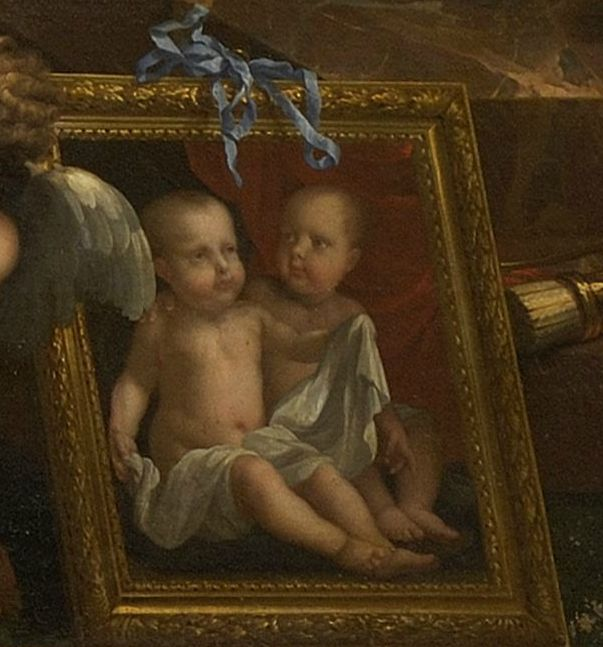
Анна-Елизавета и Мария-Анна
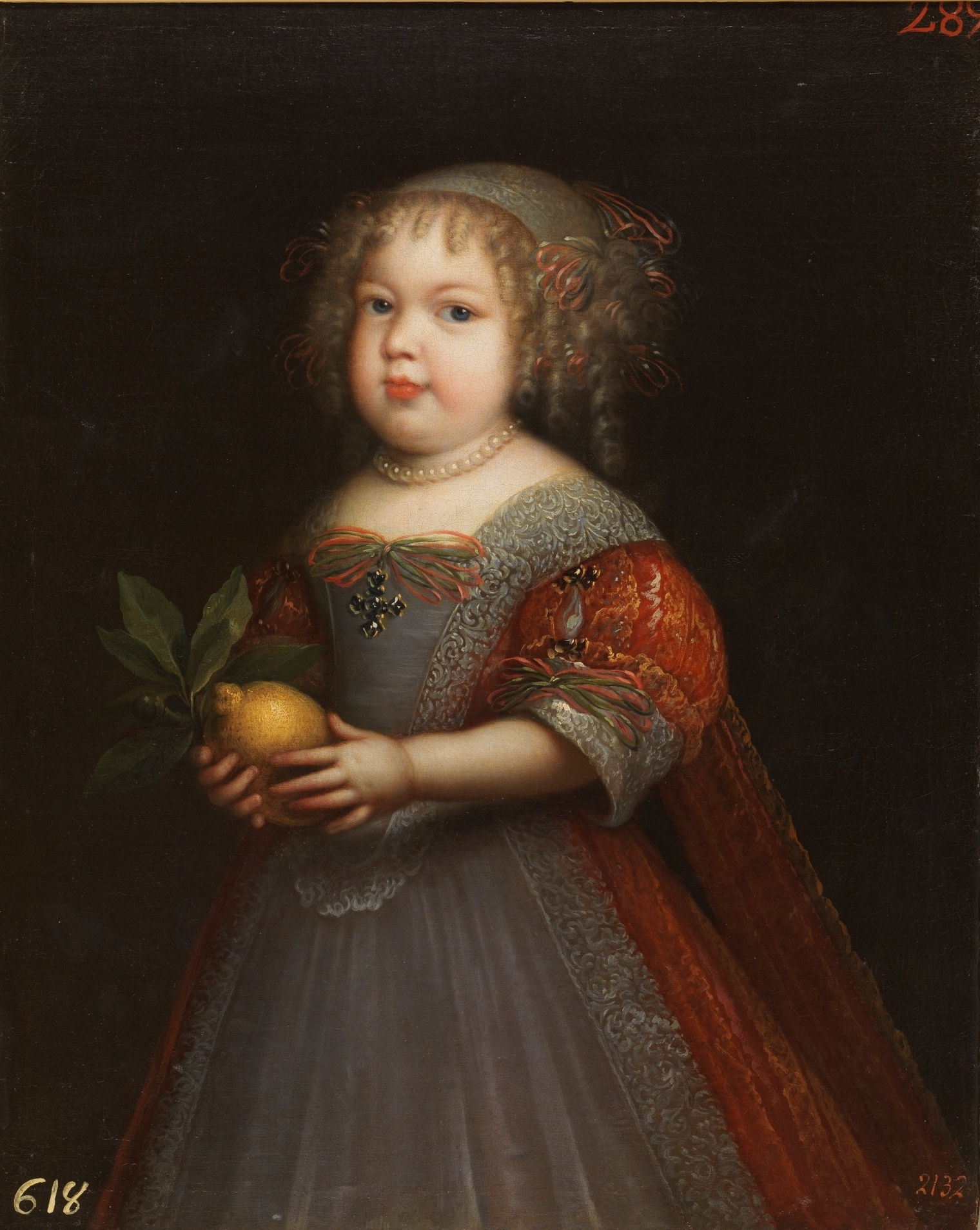
Мария-Тереза
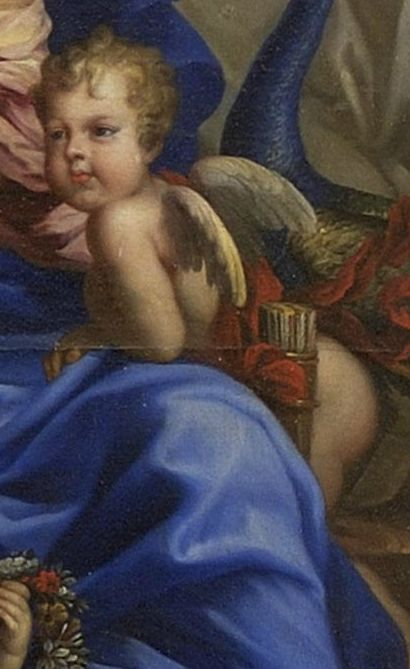
Филипп-Шарль

- (с 12 июня 1684, Версаль) Франсуаза д’Обинье (1635—1719), маркиза де Ментенон.
- Внебр. связь Луиза де Ла Бом Ле Блан (1644—1710), герцогиня де Лавальер:
  - Шарль де Ла Бом Ле Блан[фр.] (1663—1665)
  - Филипп де Ла Бом Ле Блан (1665—1666)
  - Мария-Анна де Бурбон (1666—1739), Мадемуазель де Блуа
  - Людовик де Бурбон (1667—1683), граф де Вермандуа.
- Внебр. связь Франсуаза-Атенаис де Рошешуар де Мортемар (1641—1707), маркиза де Монтеспан:
  - Первый ребёнок, оставленный в тайне (1669—1672)
  - Луи Огюст де Бурбон, Герцог Мэнский (1670—1736)
  - Луи-Сезар де Бурбон (1672—1683). граф де Вексен, аббат Сен-Дени.
  - Луиза Франсуаза де Бурбон (1673—1743), Мадемуазель де Нант
  - Луиза Мария Анна де Бурбон (1674—1681), Мадемуазель де Тур
  - Франсуаза-Мария де Бурбон (1677—1749), Мадемуазель де Блуа
  - Луи-Александр де Бурбон, Граф Тулузский (1678—1737).
- Внебр. связь (1678—1680) Мария-Анжелика де Скорай де Руссиль (1661—1681), герцогиня де Фонтанж:
  - N (1679—1679), ребёнок родился мёртвым.
- Внебр. связь Клод де Вен (ок.1638 — 8 сентября 1686), Мадемуазель дез Ойе:
  - Луиза де Мезонбланш (1676—1718).

## История возникновения прозвища «Король-Солнце»

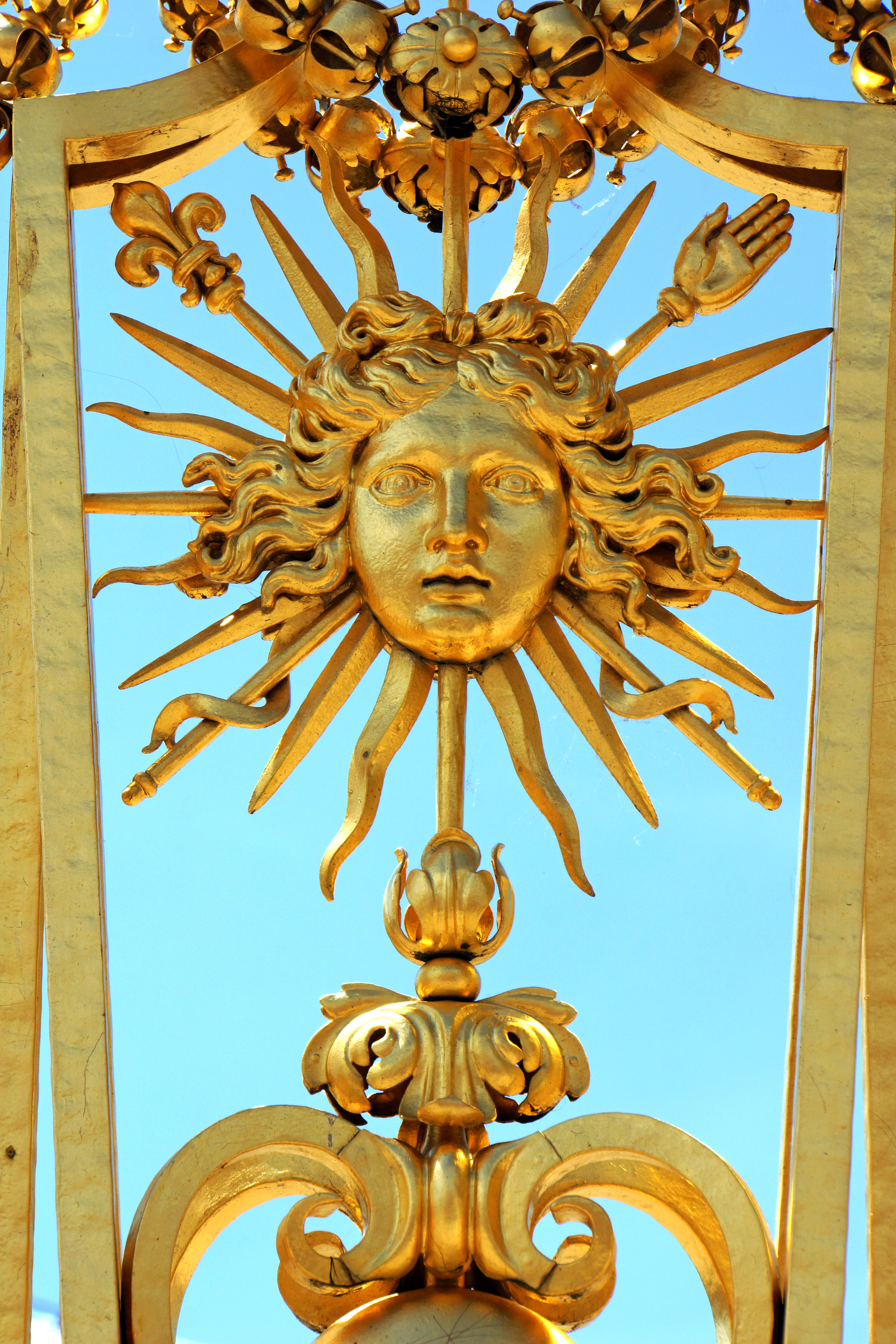
Эмблема короля-солнца с головой Аполлона, лучами и скипетром с французской лилией. Фрагмент ворот в Версале

Во Франции солнце выступало символом королевской власти и лично короля и до Людовика XIV. Светило становилось персонификацией монарха в стихах, торжественных одах и придворных балетах. Первые упоминания солярной эмблематики восходят к правлению Генриха III, пользовались ею дед и отец Людовика XIV, но лишь при нём солярная символика получила по-настоящему широкое распространение.
В двенадцать лет (1651) Людовик XIV дебютировал в так называемых «ballets de cour» — придворных балетах, которые ежегодно ставились во время карнавала.
Карнавал эпохи барокко — это не просто праздник и увеселение, а возможность поиграть в «перевёрнутый мир». Например, король на несколько часов становился шутом, артистом или фигляром, в то же время шут вполне мог себе позволить появиться в образе короля. В одной из балетных постановок («Балет ночи» Жана-Батиста Люлли) юному Людовику довелось впервые предстать перед своими подданными в образе Восходящего солнца (1653), а затем и Аполлона — Солнечного бога (1654).
Когда же Людовик XIV начал править самостоятельно (1661), жанр придворного балета был поставлен на службу государственным интересам, помогая королю не только создавать его репрезентативный образ, но и управлять придворным обществом (впрочем, как и другие искусства). Роли в этих постановках распределяли только король и его друг — граф де Сент-Эньян. Принцы крови и придворные, танцуя рядом со своим государем, изображали разные стихии, планеты и прочие подвластные Солнцу существа и явления. Сам же Людовик продолжает представать перед подданными в образе Солнца, Аполлона и других богов и героев Древности. Король сошёл со сцены лишь в 1670 году.
Но возникновению прозвища Короля-Солнца предшествовало ещё одно важное культурное событие эпохи барокко — Карусель Тюильри 1662 года. Это празднично-карнавальная кавалькада, представляющая собой нечто среднее между спортивным праздником (в Средние века это были турниры) и маскарадом. В XVII веке Карусель называли «конным балетом», поскольку это действо больше напоминало спектакль с музыкой, богатыми костюмами и достаточно последовательным сценарием. На Карусели 1662 года, данной в честь рождения первенца королевской четы, Людовик XIV гарцевал перед зрителями на коне в костюме римского императора. В руке у короля был золотой щит с изображением Солнца. Это символизировало то, что это светило защищает короля и вместе с ним и всю Францию.
По мнению историка французского барокко Ф. Боссана, «именно на Большой Карусели 1662 года в некотором роде и родился Король-Солнце. Имя ему дали не политика и не победы его армий, а конный балет».

## Образ Людовика XIV в массовой культуре
В 1822 году ему была воздвигнута конная статуя (по модели Бозио) в Париже, на площади Побед.

### Художественная литература
- Людовик XIV является одним из действующих лиц романов Александра Дюма «Двадцать лет спустя» (1845), «Виконт де Бражелон, или Десять лет спустя» (1847—1850) и пьесы «Молодость Людовика XIV» (1854). Его правление Дюма описал в историческом сочинении «Людовик XIV и его век».
- 1857 — Появляется в романах Поля Феваля (1 и 2 книги) «Юность Лагардера» и «Горбун или маленький парижанин[фр.]»
- 1879—1880 — роман «Анна Австрийская, или Три мушкетёра королевы» Георга Борна.
- 1929 — пьеса «Кабала святош» Михаила Булгакова.
- 1956—1985 — герой цикла романов «Анжелика» Анны и Сержа Голон.
- 1981 — герой романа Франсуазы Шандернагор «Королевская аллея: воспоминания Франсуазы д’Обинье, маркизы де Ментенон, супруги короля Франции»[англ.].
- 1994 — Людовик XIV является одним из действующих лиц романа Виктории Холт «Странствующий принц».

### Киновоплощения
- 1929 — Железная маска / The Iron Mask (США) режиссёр Аллан Дуон, в роли Людовика Уильям Бэйкуэлл.
- 1938 — «Вернёмся на Елисейские поля[фр.]» (Франция), реж. Саша Гитри, в роли Людовика актёры Жак Эрвин[фр.] (король в молодости) и Морис Шуц (старый король)
- 1939 — Человек в Железной маске (США) режиссёр Джеймс Уэйл, в роли Людовика Луис Хейуорд.
- 1962 — Железная маска (Италия, Франция) режиссёр Анри Декуэн, в роли Людовика Жан-Франсуа Порон.
- 1964-66 — В фильмах «Анжелика — маркиза Ангелов», «Великолепная Анжелика» и «Анжелика и король» (Франция, Италия, ФРГ) роль короля исполнил актёр Жак Тожа.
- 1966 — Захват власти Людовиком XIV (Франция) режиссёр Роберто Росселлини, в роли Людовика Жан-Мари Патт.
- 1977 — Человек в железной маске (Великобритания, США) режиссёр Майк Ньюэлл, в роли Людовика Ричард Чемберлен.
- 1996 — Путь короля / L’allée du roi (Франция) режиссёр Нина Компанеец, в роли короля Людовика XIV Дидье Сандр[фр.].
- 1993 — «Луи, король-дитя» (Франция) Роже Планшона. Фильм о детских годах и юношестве Людовика XIV. В роли Максим Мансион.
- В фильмах Георгия Юнгвальда-Хилькевича «Тайна королевы Анны, или Мушкетёры тридцать лет спустя» (1993) и «Возвращение мушкетёров или Сокровища кардинала Мазарини» (2008) Людовика XIV сыграл Дмитрий Харатьян.
- 1998 — «Человек в железной маске» (США). В роли Людовика XIV — Леонардо Ди Каприо.
- 2000 — «Король танцует» (Франция, Германия, Бельгия); в роли Людовика — Бенуа Мажимель. Раскрывается тема взаимоотношений власти и искусства.
- 2000 — «Ватель» (Франция, Великобритания, Бельгия) Ролана Жоффе. Людовика XIV играет Джулиан Сэндс.
- 2003 — «Последний король» (Великобритания) Джо Райта. В роли Людовика XIV — Тьерри Перкинс-Льоте.
- 2007 — «Слуга государев» (Россия) Олега Ряскова; роль короля Людовика XIV исполнил Дмитрий Шиляев.
- 2009 — телефильм «Королева и кардинал» (Франция, Италия) Марка Ривьера; роль маленького короля исполнили Антуан де Прекель и Артур Вон-Уайтхед, роль молодого — Сирил Дескур, а пожилого — Жан-Поль Комар.
- 2009 — телефильм «Король, белка и змея[фр.]» Лорана Хейнеманна; роль короля играет Дави Сарсу.
- 2013 — «Анжелика, маркиза ангелов» (Франция) режиссёра Ариеля Зейтуна. В роли Давид Кросс.
- 2014 — «Версальский роман» (Великобритания) Алана Рикмана; роль короля Людовика XIV исполнил сам режиссёр.
- 2015 — сериал «Версаль» (Франция, Канада). Роль короля играет Джордж Благден.
- 2016 — «Смерть Людовика XIV» (Португалия, Франция, Испания) режиссёра Альбера Серра; в роли выступил Жан-Пьер Лео.
- 2022 — «Русалка и дочь короля» (Австралия) режиссёр Шон Макнамара; в роли короля Пирс Броснан.

### Документальные фильмы
- 2015 — Смерть Короля-Солнца / 1715. The Sun King is Dead! / La mort de Louis XIV (реж. Сильви Февле / Sylvie Faiveley)

### Музыка
- Немецкая спид-метал группа Chroming Rose выпустила в 1990 году альбом Louis XIV, заглавная песня которого посвящена Людовику XIV.
- О Людовике XIV во Франции поставлен мюзикл «Король Солнце».